# Embernagra
Embernagra is een geslacht van vogels uit de familie Thraupidae. Het geslacht telt 2 soorten.

## Soorten
De volgende soorten zijn bij het geslacht ingedeeld:
- Embernagra longicauda  – Langstaartgors
- Embernagra platensis  – Pampagors